# Eusirella multicalceola
Eusirella multicalceola är en kräftdjursart som först beskrevs av Thorsteinson 1941.  Eusirella multicalceola ingår i släktet Eusirella och familjen Eusiridae. Inga underarter finns listade i Catalogue of Life.